# Spominski znak ob deseti obletnici vojne za Slovenijo
Spominski znak ob deseti obletnici vojne za Slovenijo je spominski znak Slovenske vojske, ki je podeljen aktivnim udeležencem slovenske osamosvojitvene vojne; znak je bil ustanovljen 15. maja 2001.

## Kriteriji
Znak se podeljuje pripadnikom Slovenske vojske (stalna in rezervna sestava), ki so sodelovali v bojnih akcijah v slovenski osamosvojitveni vojni in so za svoje aktivno sodelovanje predhodno prejeli spominski znak MORS ali so aktivno sodelovali v aktivnostih TORS v obdobju od 15. maja do 26. oktobra 1991 in so prejeli spominski znak MORS.
Upravičenec do spominskega znaka lahko prejmejo le en primerek, ne glede na dejstvo, koliko spominskih znakov so prejeli za aktivno sodelovanje v slovenski osamosvojitveni vojni.

## Opis
Spominski znak ima obliko ščita, dimenzij 25 x 30 mm. Na sprednji strani ima podobo Slovenije v zlati barvi na svetlo zeleni podlagi. V središču podobe Slovenije je znak Slovenske vojske v barvah. Na zgornjem robu znaka sta na svetlo modri podlagi v zlati barvi izpisani letnici 1991-2001. Spominski znak je obrobljen z obrobo v zlati barvi debeline 1 mm.

## Nadomestne oznake
Nadomestni trak je v barvi slovenske zastave, katere si sledijo iz leve proti desni v barvah; bela, modra, rdeča. Na sredini je reliefno upodobljena številka 10 v bakreni barvi.